# Holcocera macrotona
Holcocera macrotona é uma espécie de mariposa do gênero Holcocera pertencente à família Coleophoridae.